# 14612 Irtish
A 14612 Irtish (ideiglenes jelöléssel 1998 SG164) a Naprendszer kisbolygóövében található aszteroida. Eric Walter Elst fedezte fel 1998. szeptember 18-án.